# Moquehuá
Moquehuá es una localidad perteneciente al partido de Chivilcoy, en el interior de la Provincia de Buenos Aires, Argentina.

## Ubicación
Se ubica sobre la Ruta Provincial 30, a 30 km del cruce con la Ruta Nacional 5 y 70 de la Ruta Nacional 205. Las localidades próximas son Villa Moll (Partido de Navarro), Pedernales y Norberto de la Riestra (Partido de Veinticinco de Mayo), Ramón Biaus, San Sebastián y La Rica (Partido de Chivilcoy).

## Población
Cuenta con 2,130 habitantes (Indec, 2010), lo que representa un descenso del 4,2% frente a los 2,223 habitantes (Indec, 2001) del censo anterior.
| Gráfica de evolución demográfica de Moquehuá entre 1960 y 2010 |
|                                                                |
| Fuentes: INDEC                                                 |

## Historia
Fue fundada oficialmente el 1 de marzo de 1909, teniendo en cuenta la fecha de fundación de la estación de ferrocarril, aunque desde mucho antes había un centro poblado en este lugar. La principal actividad es la agrícola ganadera.
Cuenta con establecimientos educativos desde el Jardín Maternal hasta los estudios medios y su máxima autoridad es un Delegado Municipal elegido por el Intendente de Chivilcoy. Los deportes más practicados son el fútbol, participando un representativo en la Liga Chivilcoyana, y la Pelota Paleta, actividad ésta que está presente en la comunidad desde la formación misma del pueblo. También el Trote tiene muchos adeptos, compitiendo en diversos escenarios de la Argentina. Moquehuá cuenta con una planta pavimentada de aproximadamente 50 cuadras, contándose con delegaciones de Pami, Ioma y Registro Provincial de las Personas. En cuanto a la seguridad, hay una Sub Comisaría y un Cuerpo de Bomberos Voluntarios.
También cuenta con un museo llamado "La Casa de la Cultura" ubicada en la exestación ferroviaria y el galpón N.º 1. Dicha casa recrea la antigua estación, con objetos prestados por distintas personas u obtenidas por la Comisión del Centenario entre otras cosas posee cuadros pintados por distintos moquehuenses. En el ya mencionado galpón se encuentran objetos antiguos y distintas imágenes sobre escuelas o instituciones moquehuenses, entre otras cosas.

## Toponimia
La versión más popular y aceptada como verdadera, asegura que etimológicamente Moquehuá significa "montón de maíz". Si bien hay estudiosos que no comparten esta idea y prefieren fijar sus miradas en otras posibilidades, como la de un posible homenaje a un soldado de San Martín muerto en una de las batallas por nuestra independencia, debemos darle crédito a la opinión generalizada y hasta que no se demuestre lo contrario expresar que nuestro nombre tiene que ver con la generosidad de las tierras para con el cultivo. También se afirma que había un cacique, nacido en territorio actualmente chileno, llamado "Moquehua" aunque según esta fuente se desconoce por qué posee el acento

## Instituciones educativas

### Escuela N.º 27

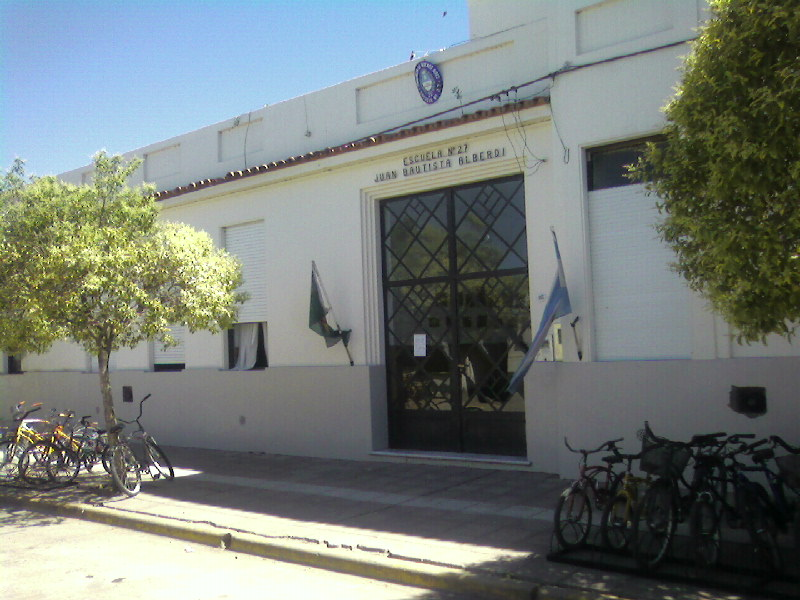
Escuela de educación primaria en Moquehuá.

Una sorpresa para todos fue el comunicado del Ministerio de Educación de la Prov. de Buenos Aires en el año 2004 cuando informaba que la Escuela n.º 27 cumplía su centenario. Los datos que obraban en poder de los moquehuenses decían que la inauguración se debía contar desde 1910, pero años más o menos, lo cierto es la importancia que significó para toda la comunidad la instalación de este establecimiento educativo allá lejos y hace tiempo.
Las clases comenzaron a dictarse en el domicilio de don Evangelio Peñalva y era su señora esposa la encargada de dar clases a un grupo de pequeños. Luego tomó la dirección la Srta. Amelia Canevari, a quien sucedió Amalia Joussef de Arias. Al comienzo, apenas uno o dos alumnos por grado asistían a clases, pero ya hacia el año 1916 la matrícula creció a 40 y desde allí no cesó de aumentar, todo un síntoma que la comunidad crecía y estaba dispuesta a dejar atrás el analfabetismo.

### Escuela Secundaria

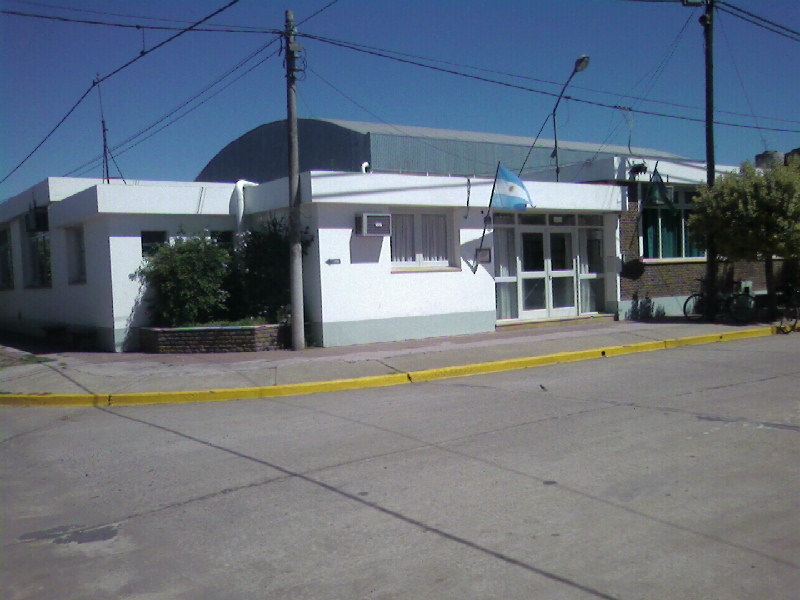
Escuela de educación secundaria en Moquehuá.

Al comienzo de la década del 60 un grupo de vecinos, especialmente padres preocupados porque sus hijos debían interrumpir sus estudios en 6.º grado, comenzó a soñar con la posibilidad de crear una escuela de nivel medio y su tesonera labor encontró eco favorable en el gobierno provincial de entonces, encabezado por Oscar Alende quien mantenía relaciones de amistad personal con el Delegado Municipal local Octavio Mercurio. Así fue que lograron en junio de 1961 mediante Decreto n.º 2459 que se le otorgara a Moquehuá la posibilidad de ver plasmado su sueño. El mismo decreto nombraba al Dr. Teodomiro Rodríguez Pino como Director y a Anita De Agosto secretaria. Los primeros profesores cumplían sus tareas ad-honoren, pudiendo citar entre ellos a Norberto Cremona, Herminia Castagnino, Hugo Bianchi, Oscar Fuaz, Elida Goñi, Edhit Lastra, José Méndez, Gladys Miserere, Rolando Menescardi,
José Luis Rodríguez, siendo Elizabet Uruñuela preceptora y Miguel Ampudia portero.
En el año 1965 egresó la primera promoción de Maestros, siendo los mismos Dominga Amigo, Nélida Bozzano, Alicia Cavalieri, Clara María Cavalieri, Norberto Cremona (h), Isabel Del Papa, Esther Echeverry, Ana Frassa, Edgar Frígoli, Delma Garaventa, Olga Romero, Leonor Moscoloni, Griselda Teresa Olguin, Alicia Perone, Graciela Pedone, María Rosa Pomares, María del Carmen Suárez, Elsa Zamora y Mabel Zamora.

### Jardín de Infantes

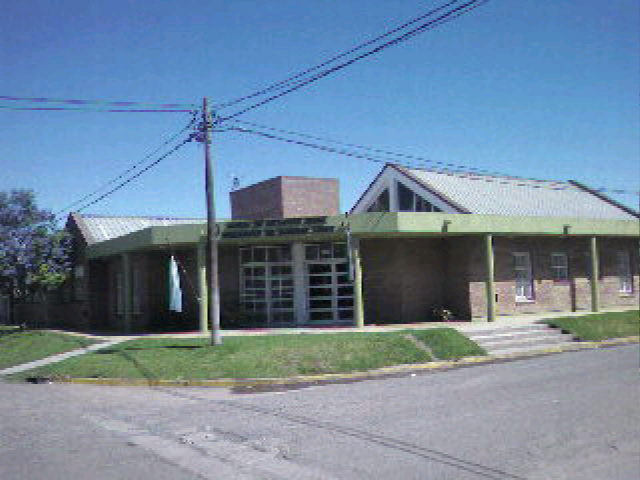
Jardín de Infantes en Moquehuá.

En el año 1962 se inició un expediente en el intento de lograr un jardín de infantes; la sociedad de fomento de entonces era la encargada de llevar adelante las gestiones, comisionando para tal fin a los señores José Luis Rodríguez, Juan Garaventa, Andrés Coronel y Hugo Bianchi. Luego de lograr la visita a Moquehuá de la inspectora de la rama María Alcira Riveros para que recorra los posibles lugares de instalación (fue elegida la Escuela n.º 27) el Consejo Escolar le dio impulso a la iniciativa y el 17 de mayo de 1965 quedó inaugurado el ciclo lectivo, concretándose dos años más tarde el traslado al edificio propio en la intersección de las calles Roque Falabella y San Martín, el cual fue reemplazado en 1999 por el actual edificio, de las calles Belgrano y 25 de Mayo.

### El cantor de tango
Edmundo Rivero recuerda su infancia ........
“En aquellos años, y todavía después, el ferrocarril llevaba hasta Moquehuá pasajeros y carga. El pueblo fue quedando encerrado entre otros de más fortuna, de más pronto macadán , como le decían al asfalto. Chivilcoy, Bragado, Veinticinco de Mayo, Lobos, Navarro y Mercedes se repartieron el mazo y le dejaron los cuatro a lugares como Moquehuá. Los mapas no lo diferencian mucho de Villa Moll, Pedernales o La Rica: son localidades, que le dicen. Pero fue allí, en Moquehuá donde me tocó aprender a dar mis primeros pasos y a decir mis primeras palabras, tal vez fue ese el primer lugar de la tierra que sentí como mío y, por algunos años, como el mismo centro del mundo". continúa diciendo Rivero…: “Mi padre había sido nombrado JEFE DE LA ESTACION, así con mayúsculas, como seguramente figuraba en los carteles y en los Avisos, en la Pizarra. Según me contaron después mis padres, nuestra recalada en el corazón de la llanura fue un tiempo sereno y alegre, pobre de cosas pero rico de amigos y de nuevas canciones. También la pampa era todavía una gran guitarra y, aunque los almacenes de ramos generales no solían traernos las novedades de las editoras musicales porteñas, sino por pedido expreso, mi padre se hacía remitir muchas piezas por el propio telégrafo del ferrocarril. Con las letras no había demasiado problema, pero telegrafiar música, no es tan sencillo” Debo aclarar que en otros capítulos del libro, Edmundo Rivero cuenta que su padre era guitarrero y barítono cantor. También su madre tenía una rica y plena voz de soprano lírica, de quien escuchaba desde la cuna estilos y vidalitas. A Rivero no lo acunó el tango, todavía no era su tiempo, aunque sí el final de la habanera. Justo en 1911 (año de su nacimiento), continúa Rivero..  . “Era época en que los fuelles empezaban a pelear a las guitarras". Sigue diciendo Rivero…... "Moquehuá….He vuelto allí hace poco tiempo ( este libro se editó en 1982 ) y descubrí que todo está igualito, o casi, a lo que recuerdo o me contaron. Recorrí el andén de la estación a la hora solitaria de la siesta,   ví la casa del JEFE, los viejos carteles de letras blancas en fondo negro con el nombre MOQUEHUA agrisándose, traté de meter mis años provincianos en una hora de visita furtiva, como si un miedo de pibe me estuviese mandando a volver. A Moquehua llegué la primera vez en brazos, y de allí me iría años después sin poder dar siquiera los pasos que había aprendido, sin aliento casi para decir una sola de las palabras que estaba empezando a manejar. Una enfermedad que por aquel tiempo los médicos no supieron nombrar, puso a mi vida en grave peligro y, a mi padre, lo enfrentó a una decisión que le costaría el puesto: venir él mismo conmigo a Buenos Aires para intentar salvarme. Y nos volvimos todos nomás"....Finalmente, Edmundo Rivero, agradece : “Mi agradecimiento abarca a gente también anónima de Moquehuá, hombres y mujeres a los que mis padres seguramente mencionaron y yo olvidé, pero que ellos y yo recordamos como solidaria, servicial, gaucha. A todos les debo el haber llegado a sanar y, a MOQUEHUA, nombre que saboreo como una fruta, siempre le reconoceré algo más que el aprendizaje del andar y del decir: fue allí donde me tocó empezar a pelearle a la muerte el derecho de estar todavía de este lado del piso". Del libro,  "Una luz de Almacén"  de Edmundo Rivero,  Edición 1982.

## Galería de imágenes

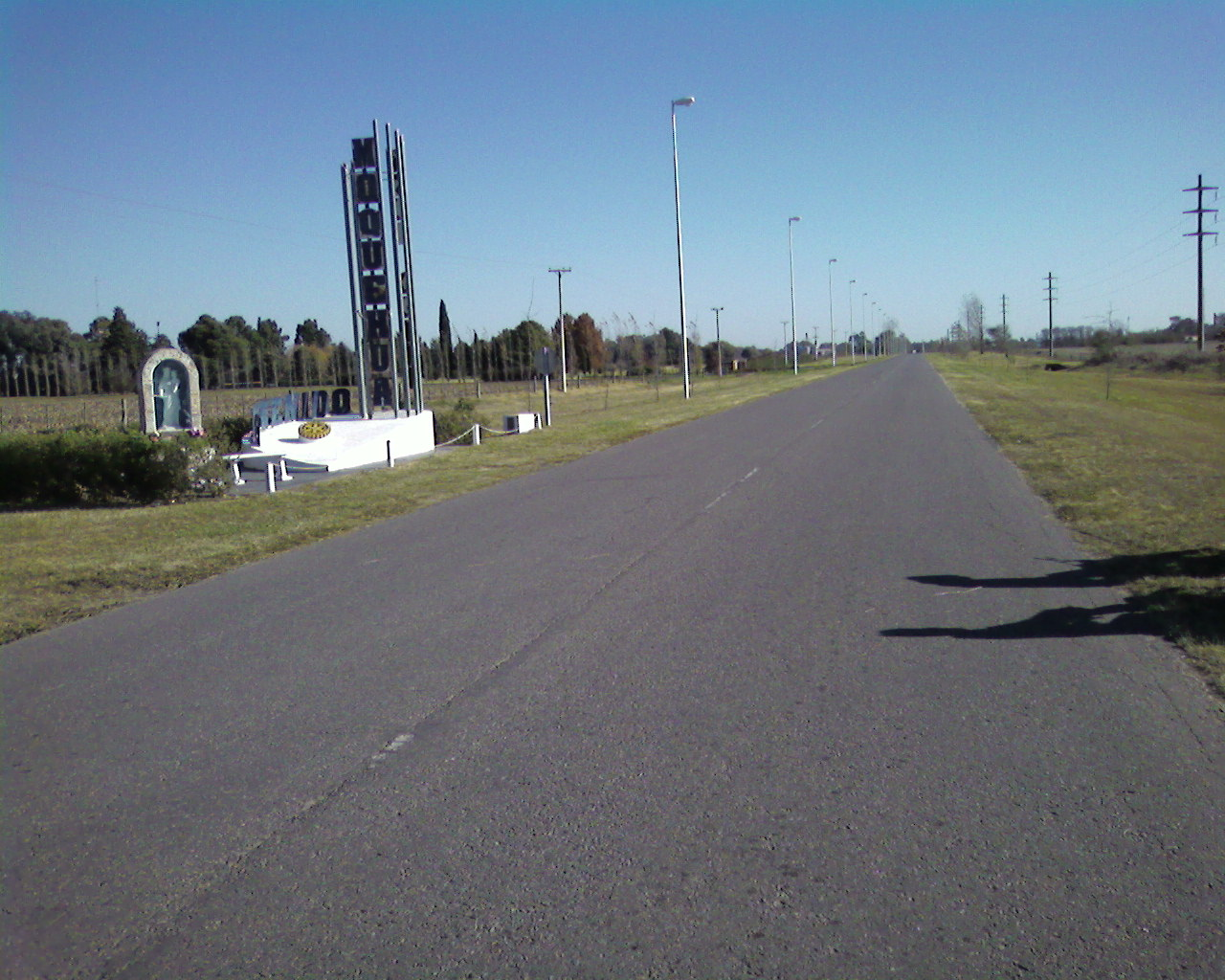
Entrada a Moquehuá.
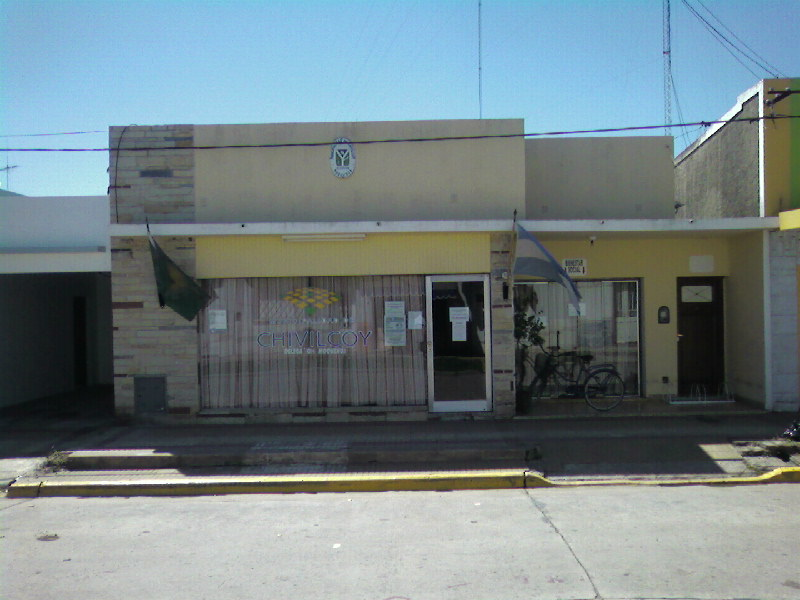
Delegación Municipal.
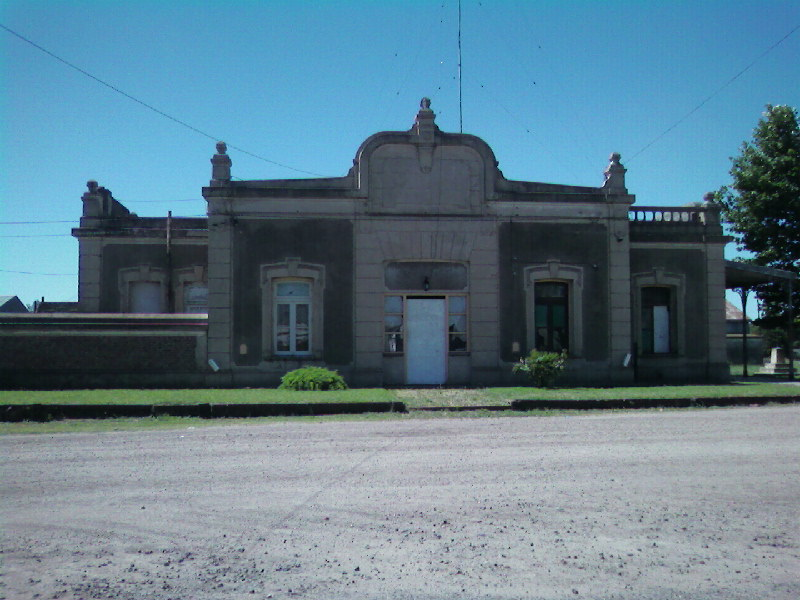
Estación de ferrocarril.
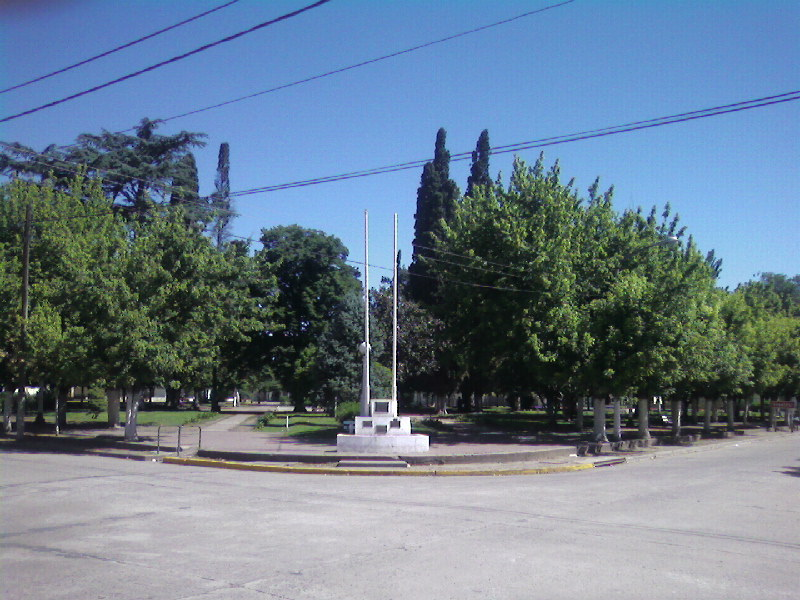
Plaza Esquina Yapeyú y Maipú.

## Parroquias de la Iglesia católica en Moquehuá
| Arquidiócesis | Mercedes-Luján |
| ------------- | -------------- |
| Parroquia     | San José       |